# جوجل متابعة مستوى اللياقة
جوجل متابعة مستوى اللياقة (بالإنجليزية: Google Fit) هو عبارة عن نظام أساسي لتعقب الصحة طورته جوجل لنظام التشغيل أندرويد. إنها مجموعة واحدة من واجهات برمجة التطبيقات التي تمزج البيانات من تطبيقات وأجهزة متعددة. يستخدم جوجل متابعة مستوى اللياقة مستشعرات في أداة تتبع النشاط أو جهاز الجوّال للمستخدم لتسجيل أنشطة اللياقة البدنية (مثل المشي أو ركوب الدراجات), التي تقيس أهداف اللياقة البدنية للمستخدم لتوفير نظرة شاملة للياقتهم. يشمل الشركاء نايكي، إتش تي سي، مجموعة إل جي، موتورولا. يمكن للمستخدمين اختيار من يتم مشاركة بيانات اللياقة الخاصة معهم بالإضافة إلى حذف هذه المعلومات في أي وقت.
تم الإعلان عن جوجل متابعة مستوى اللياقة في مؤتمر جوجل آي/أو في 25 حزيران 2014, بعد فترة وجيزة من إطلاق نظام التشغيل آي أو إس 8, والتي يمكن اعتبارها منافسًا مباشرًا. تم إطلاق جوجل متابعة مستوى اللياقة للجمهور في 28 أكتوبر 2014 ، وهو متاح لجميع مستخدمي أندرويد الذين يستخدمون الإصدار 4.0 أو إصدارًا أحدث.